# アナシルマ

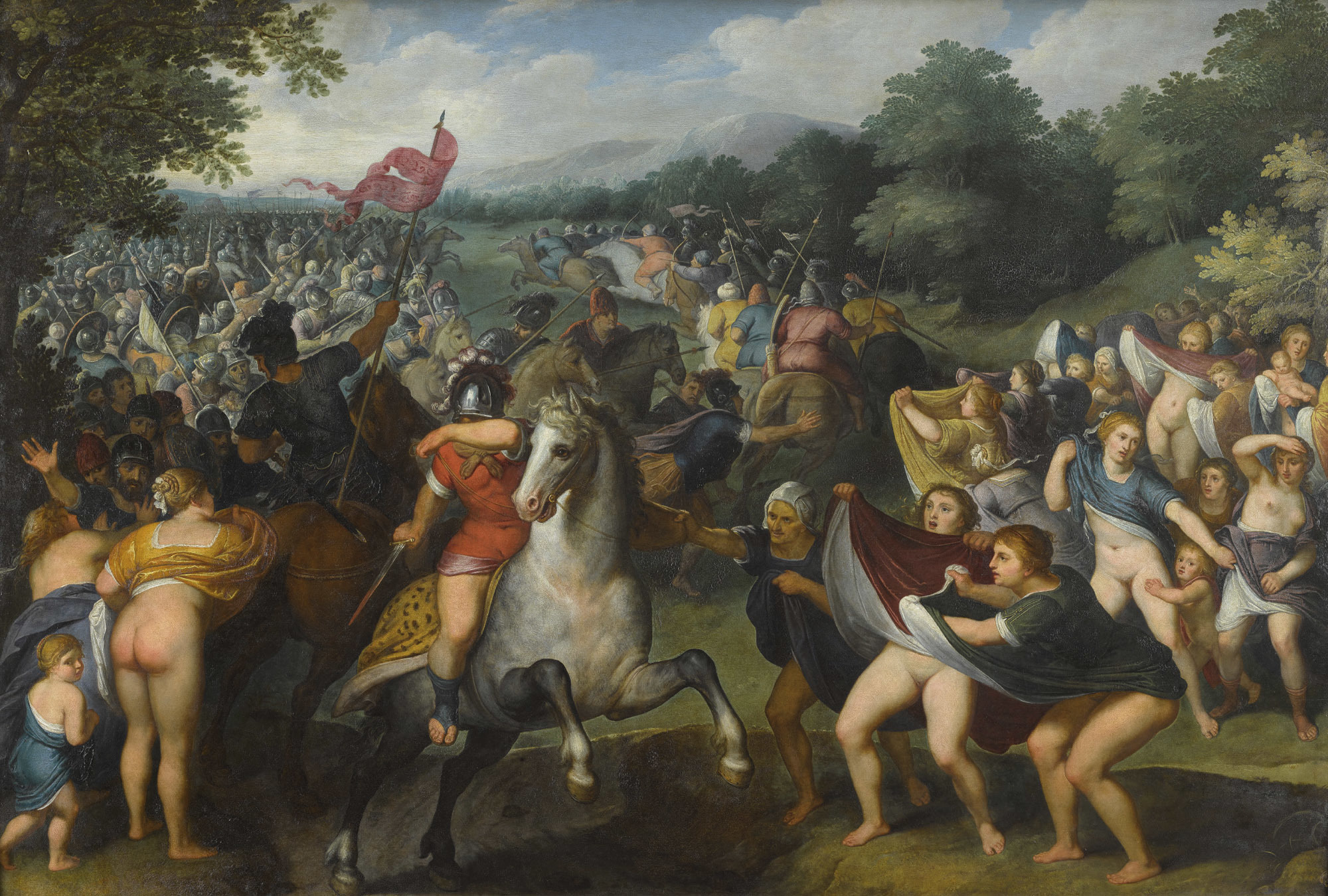
オットー・ファン・フェーン『ペルシアの女性』

アナシルマ（Anasyrma、古代ギリシア語: ἀνάσυρμα）は、スカートやキルトをたくし上げるジェスチャー。これは、特定の宗教的儀式、エロティシズム、および下品なジョークに関連して使用される。この用語は、対応する芸術作品を説明する際に使用される。 
アナシルマは事実上「性器の露出」である。 これは、性的興奮の表現ではなく、宗教や芸術作品に見られる露出の一形態であり、常に女性が自分自身を露出する行為を指す。スカートをたくし上げて性器を露出する行為は厄祓いの手段になる可能性がある。戦争の状況では、敵の恐怖を呼び起こすことができる。それはまた、驚かせ、それに続いて笑わせたり、悲しみを解消させたりする行為である可能性がある。アナシルマについて重要なことは、それが女性器と、出産に通じる生殖器の部位の崇高さを反映しているということである。いくつかの文化では、感情的な癒しへと繋がるアナシルマの神話がある。 
アナシルマは、意図的に挑発的な、裸の性器や尻の自己露出である可能性がある。後者の有名な例は、アプロディーテー・カッリピュゴス（尻の美しいウェヌス）である。 多くの伝統では、このジェスチャーには厄祓いの性質があり、ムーニングに似て超自然的な敵を嘲笑または追い払う手段として使用される。 

## 裸の厄祓い効果

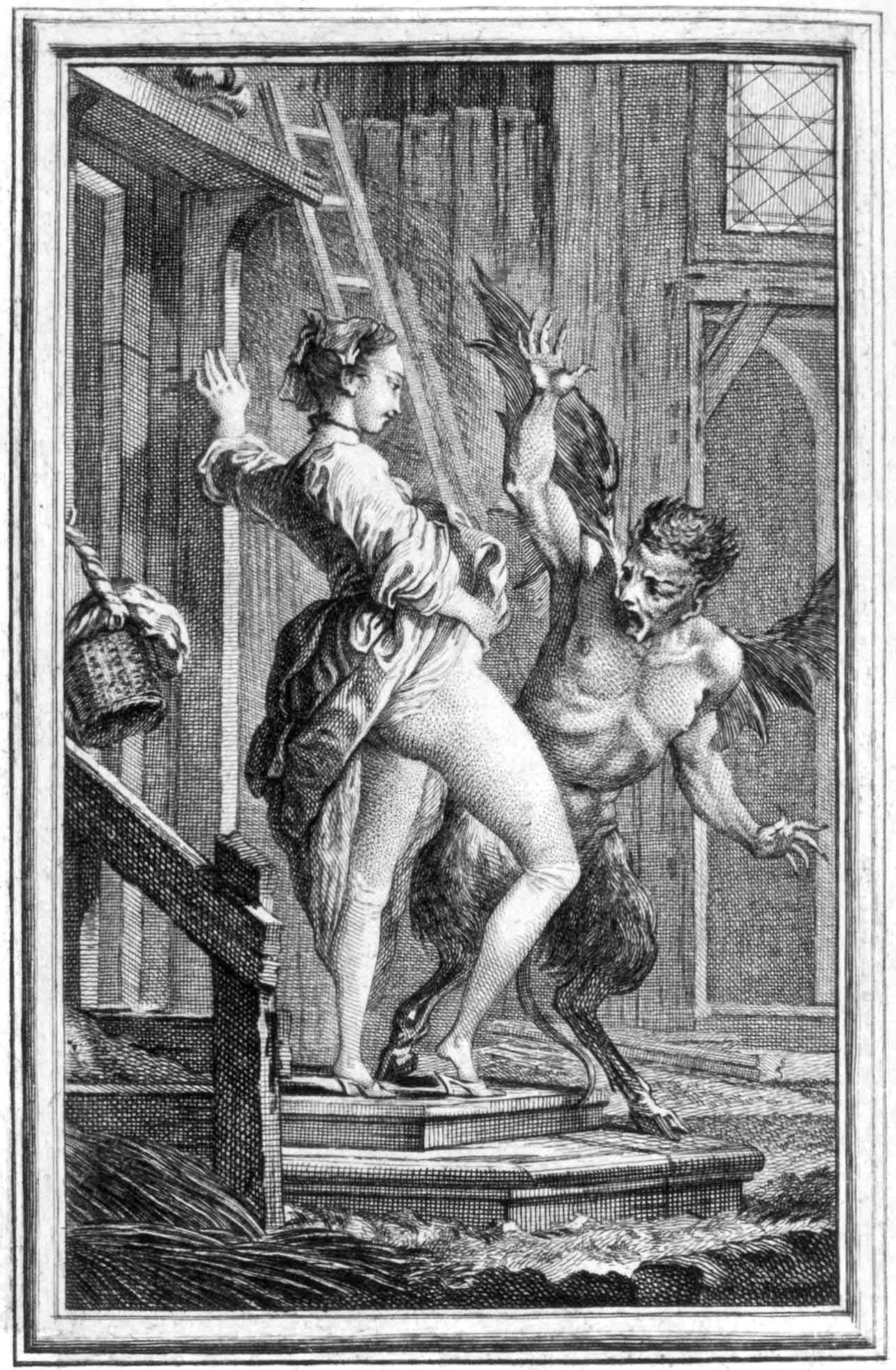
ラ・フォンテーヌの寓話の挿絵、（画 シャルル・アイザン）

多くの歴史的文献は、アナシルマが劇的または超自然的な影響を及ぼしたことを示唆している。ガイウス・プリニウス・セクンドゥスは、体を覆わない月経中の女性は、雹、旋風、稲妻を怖がらせることができると書いている。彼女が裸になって小麦畑を歩き回ると、毛虫、いも虫、甲虫が頭から落ちる。月経がないときでも、彼女は海で嵐を和らげることができる。
伝承によると、女性はアイルランドと中国の敵を追い払うためにスカートをたくし上げた。アイリッシュ・タイムズ（1977年9月23日）の記事は、数人の男性が関与する潜在的に暴力的だった事件を報告した。これは、女性が性器を攻撃者に晒すことによって回避された。バルカン半島の伝承によると、雨が多すぎると、女性は畑に駆け込み、スカートをたくし上げて神々を怖がらせ、雨を終わらせた。マイモニデスは、不満を表明しながら雨を防ぐためのこの儀式について言及している。衣服を脱ぎ捨てることは、社会よりも自然に近い「生の」状態を作り出し、超自然的な存在との相互作用を促進するものとして認識されていた。ジャン・ド・ラ・フォンテーヌの『ヌーボー・コンテス』（1674年）では、女性がスカートをたくし上げているのを見た悪魔が撃退された。シーラ・ナ・ギグと呼ばれる関連する彫刻は、北ヨーロッパとブリテン諸島の中世の教会で一般的だった。 
アフリカの一部の国では、裸になって自分を見せる女性は、今でも呪いと悪を追い払うと見なされている。女性が命を与えるとき、彼女らはそれを奪うこともできる。ナイジェリアの一部の地域では、とりわけ、女性は最も極限の状況下でのみ呪いをかけ、それに晒された男性は死んだと見なされる。誰も彼らのために料理をしたり、結婚したり、彼らと何らかの契約を結んだり、彼らから何かを購入したりすることはない。呪いは外国人男性にも広がり、彼らは無力になるか、大きな害を被る。  
ナイジェリアでは、石油産業に対する大規模な抗議行動の最中に、女性がアナシルマを行った。レイマ・ボウィは、第二次リベリア内戦中に平和をもたらそうとしてアナシルマを行った。